# Pabstia placanthera
Pabstia placanthera là một loài thực vật có hoa trong họ Lan. Loài này được (Hook.) Garay mô tả khoa học đầu tiên năm 1973.